# Anabathron
Anabathron is een geslacht van weekdieren uit de klasse van de Gastropoda (slakken).

## Soorten
- Anabathron angulatum (Powell, 1927)
- Anabathron ascensum Hedley, 1907
- Anabathron bartrumi (Laws, 1950) †
- Anabathron chattonensis (Laws, 1948) †
- Anabathron contabulatum Frauenfeld, 1867
- Anabathron elongatum (Powell, 1927)
- Anabathron excelsum (Powell, 1933)
- Anabathron hedleyi (Suter, 1908)
- Anabathron kaawaensis (Laws, 1936) †
- Anabathron latoscrobis (Laws, 1948) †
- Anabathron lene Hedley, 1918
- Anabathron luteofuscum (May, 1919)
- Anabathron ovatum (Powell, 1927)
- Anabathron pluteus (Laseron, 1950)
- Anabathron praeco (Laws, 1941) †
- Anabathron quartus (Laws, 1950) †
- Anabathron rugulosum (Powell, 1930)
- Anabathron scrobiculator (Watson, 1886)
- Anabathron scrobis (Laws, 1950) †
- Anabathron trailli (Powell, 1939)